# Lili Damita
Liliane Marie Madeleine Carré (10 de julho de 1904, Blaye, França - 21 de março de 1994, Palm Beach, Estados Unidos) foi uma atriz francesa. Na Europa atuou em filmes como L´empereur des pauvres (1921) e Das Spielzeug von Paris (1925) dirigido por Michael Curtiz. No início do cinema falado nos Estados Unidos, participou das produções The Bridge of San Luis Rey (1929) e Fighting Caravans (1931) ao lado de Gary Cooper. Encerrou a carreira na Europa em 1930.
Foi casada com Errol Flynn (1935 - 1942), com quem teve um filho (Sean Flynn), e também com o diretor de cinema Michael Curtiz (1925 - 1926).